# Louňovice
Louňovice är en ort i Tjeckien.   Den ligger i regionen Mellersta Böhmen, i den centrala delen av landet, 27 km öster om huvudstaden Prag. Louňovice ligger 434 meter över havet och antalet invånare är 519.
Terrängen runt Louňovice är varierad. Runt Louňovice är det ganska glesbefolkat, med 23 invånare per kvadratkilometer. Närmaste större samhälle är Černý Most, 18,8 km nordväst om Louňovice. I omgivningarna runt Louňovice växer i huvudsak blandskog.